# Kosobudy, Hạt Drawsko
Kosobudy [kɔsɔˈbudɨ] (trước đây là Birkholz của Đức) là một ngôi làng thuộc khu hành chính của Gmina Złocieniec, thuộc quận Drawsko, West Pomeranian Voivodeship, ở phía tây bắc Ba Lan. Nó nằm khoảng 9 kilômét (6 mi) phía tây bắc Złocieniec, 11 km (7 mi) về phía đông bắc của Drawsko Pomorskie và 92 km (57 mi) về phía đông của thủ đô khu vực Szczecin.
Trước năm 1945, khu vực này là một phần của Đức. Đối với lịch sử của khu vực, xem Lịch sử của Pomerania.